# Annie Ernaux
Annie Ernaux, geboren als Annie Thérèse Blanche Duchesne (Lillebonne, 1 september 1940), is een Franse schrijfster en winnares van de Nobelprijs voor Literatuur in 2022.

## Biografie
Annie Duchesne bracht haar kindertijd door in Yvetot in Normandië. Ze groeide op in een onbemiddeld milieu, haar ouders waren eerst arbeiders, later kleine middenstanders met een kruidenierszaak annex café. Ze studeerde romanistiek aan de Universiteit van Rouen en later de Universiteit van Bordeaux. Haar promotieonderzoek naar Pierre Carlet de Marivaux maakte ze niet af. Ze trouwde in 1964 met Philippe Ernaux, met wie ze twee zoons kreeg en wiens naam ze behield na de scheiding in 1985. Vanaf begin jaren zeventig werkte ze als docente op middelbare scholen, nadien 23 jaar lang bij het 'Centre National d'Enseignement à distance', het nationale centrum voor afstandsonderwijs.
Vrijwel al het werk van Ernaux is autobiografisch van aard. Haar eerste roman, Les Armoires vides (De lege kasten), uit 1974, gaat over haar Normandische kindertijd, haar tweede, Ce qu'ils disent ou rien (1977), over haar adolescentie, haar derde, La femme gelée (De bevroren vrouw), uit 1981, over haar huwelijk. In 1984 kreeg ze de Prix Renaudot voor La Place (De plek), waarin de maatschappelijke stijging van haar vader centraal staat. Ook schreef ze over haar abortus (L'événement), over de ziekte van Alzheimer (Je ne suis pas sortie de ma nuit) en later de dood (Une femme) van haar moeder, over haar borstkanker (L'usage de la photo) en over haar ontmaagding (Mémoire de fille, vertaald als Meisjesherinneringen). Vaak baseert Ernaux zich voor haar teksten op het "grote herinneringsvermogen van de schaamte, dat minutieuzer, onverzettelijker is dan enige andere vorm van herinnering. Dat herinneringsvermogen dat als het ware de speciale gift van de schaamte is".
Les Années, verschenen in 2008, is een omvangrijk historisch fresco dat meer dan een halve eeuw bestrijkt van vlak na de Tweede Wereldoorlog tot circa 2005. Het wordt door velen beschouwd als Ernaux' magnum opus. Ernaux ontwerpt een mengvorm van autobiografie, sociologie en geschiedenis, waarin niet één keer het persoonlijk voornaamwoord 'ik' wordt gebruikt. Les Années werd bekroond met een tiental literaire prijzen, waaronder de Prix Marguerite Duras, de Prix François Mauriac, de Prix de la langue française en, in 2016, de Premio Strega Europeo. De Engelse vertaling The Years stond in 2019 op de shortlist van de International Booker Prize; de Nederlandse vertaling De jaren stond in 2021 op de shortlist van de Europese Literatuurprijs.
Annie Ernaux keert in veel van haar werk terug naar haar milieu van herkomst. Haar werk is beïnvloed door de sociologie van Pierre Bourdieu, van wie ze heeft geleerd dat ook het intieme en persoonlijke maatschappelijk van aard is. Ze streeft naar een neutrale, objectieve stijl, "zonder oordeel, zonder metafoor, zonder vergelijking". Supermarkten en metrolijnen neemt ze even makkelijk tot onderwerp als het mechanisme van het geheugen of de ervaring van tijd.

### Nobelprijs 2022
Op 6 oktober 2022 maakte de Zweedse Academie bekend dat de Nobelprijs voor Literatuur was toegekend aan Annie Ernaux, "voor de moed en de klinische scherpte waarmee ze de wortels en de collectieve beperkingen van het persoonlijke geheugen blootlegt". Ernaux is de zeventiende vrouw aan wie deze Nobelprijs ten deel valt.

## Bibliografie

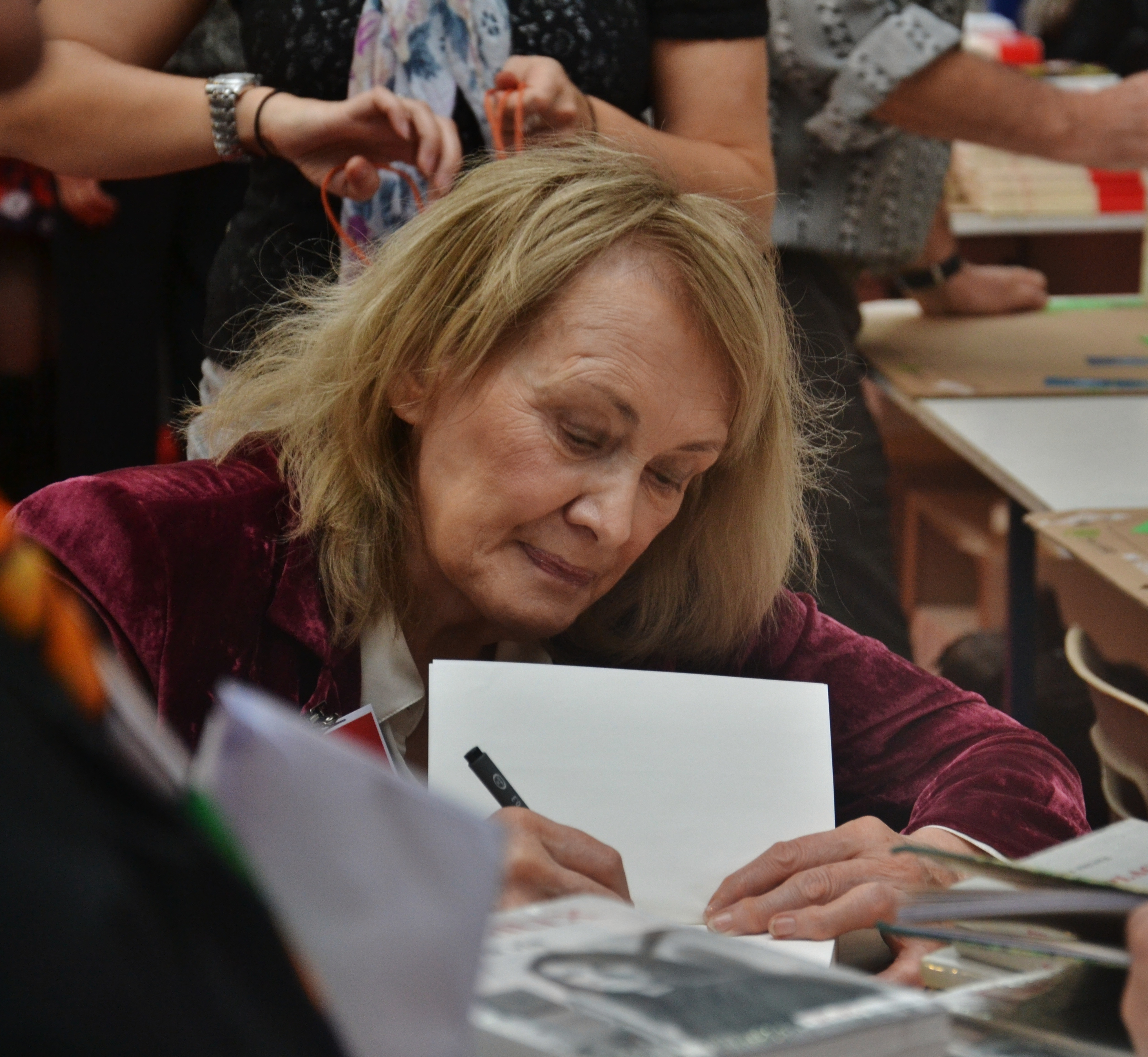
Signeersessie in 2011

## Bestseller 60
| Boeken met noteringen in de Nederlandse Bestseller 60 | Jaar van verschijnen | Datum van binnenkomst | Hoogste positie | Aantal weken | Opmerkingen |
| ----------------------------------------------------- | -------------------- | --------------------- | --------------- | ------------ | ----------- |
| De jaren                                              | 2020                 | 11-11-2020            | 23              | 6            |             |

1901: Prudhomme ·
1902: Mommsen ·
1903: Bjørnson ·
1904: Mistral, Echegaray ·
1905: Sienkiewicz ·
1906: Carducci ·
1907: Kipling ·
1908: Eucken ·
1909: Lagerlöf ·
1910: Heyse ·
1911: Maeterlinck ·
1912: Hauptmann ·
1913: Tagore ·
1915: Rolland ·
1916: Heidenstam ·
1917: Gjellerup, Pontoppidan ·
1919: Spitteler ·
1920: Hamsun ·
1921: France ·
1922: Benavente ·
1923: Yeats ·
1924: Reymont ·
1925: Shaw ·
1926: Deledda ·
1927: Bergson ·
1928: Undset ·
1929: Mann ·
1930: Lewis ·
1931: Karlfeldt ·
1932: Galsworthy ·
1933: Boenin ·
1934: Pirandello ·
1936: O'Neill ·
1937: Gard ·
1938: Buck ·
1939: Sillanpää ·
1944: Jensen ·
1945: Mistral ·
1946: Hesse ·
1947: Gide ·
1948: Eliot ·
1949: Faulkner ·
1950: Russell ·
1951: Lagerkvist ·
1952: Mauriac ·
1953: Churchill ·
1954: Hemingway ·
1955: Laxness ·
1956: Jiménez ·
1957: Camus ·
1958: Pasternak ·
1959: Quasimodo ·
1960: Perse ·
1961: Andrić ·
1962: Steinbeck ·
1963: Seferis ·
1964: Sartre (geweigerd) ·
1965: Sjolochov ·
1966: Agnon, Sachs ·
1967: Asturias ·
1968: Kawabata ·
1969: Beckett ·
1970: Solzjenitsyn ·
1971: Neruda ·
1972: Böll ·
1973: White ·
1974: Johnson, Martinson ·
1975: Montale ·
1976: Bellow ·
1977: Aleixandre ·
1978: Singer ·
1979: Elýtis ·
1980: Miłosz ·
1981: Canetti ·
1982: García Márquez ·
1983: Golding ·
1984: Seifert ·
1985: Simon ·
1986: Soyinka ·
1987: Brodsky ·
1988: Mahfoez ·
1989: Cela ·
1990: Paz ·
1991: Gordimer ·
1992: Walcott ·
1993: Morrison ·
1994: Oë ·
1995: Heaney ·
1996: Szymborska ·
1997: Fo ·
1998: Saramago ·
1999: Grass ·
2000: Gao ·
2001: Naipaul ·
2002: Kertész ·
2003: Coetzee ·
2004: Jelinek ·
2005: Pinter ·
2006: Pamuk ·
2007: Lessing ·
2008: Le Clézio ·
2009: Müller ·
2010: Vargas Llosa ·
2011: Tranströmer ·
2012: Mo ·
2013: Munro ·
2014: Modiano ·
2015: Aleksijevitsj ·
2016: Dylan ·
2017: Ishiguro ·
2018: Tokarczuk ·
2019: Handke ·
2020: Glück ·
2021: Gurnah ·
2022: Ernaux ·
2023: Fosse ·
2024: Kang ·
- Bibsys: 90076575
- Biblioteca Nacional de España: XX1098432
- Bibliothèque nationale de France: cb11901841w (data)
- Catàleg d'autoritats de noms i títols de Catalunya: 981058529154606706
- CiNii: DA06236473
- Gemeinsame Normdatei: 119012278
- International Standard Name Identifier: 0000 0001 2101 2834
- KulturNav: e83d67b6-8601-42ed-b1ab-a3626e4c555b
- Library of Congress Control Number: n85814151
- Nationale Bibliotheek van Letland: 000200454
- MusicBrainz: 8af726e0-4823-49b5-90d1-c05370e27b16
- Bibliotheek van het Japanse parlement: 00466187
- Nationale Bibliotheek van Tsjechië: xx0011444
- Nationale bibliotheek van Australië: 35067582
- Nationale Bibliotheek van Israël: 987007310858905171
- Nationale Bibliotheek van Polen: a0000001108723
- Nationale en Universitaire bibliotheek Zagreb: 000306222
- Nederlandse Thesaurus van Auteursnamen: 067520154
- Istituto Centrale per il Catalogo Unico: CFIV078774
- LIBRIS: 52042
- Système universitaire de documentation: 02685239X
- Trove: 817017
- Virtual International Authority File: 51677529
- WorldCat: E39PBJyGYQHCHycDVb3B6YYdcP